# 赫尔曼·费格莱因
汉斯·乔治·奥托·赫尔曼·费格莱因（德語：Hans Georg Otto Hermann Fegelein，1906年10月30日—1945年4月28日）是纳粹德国武装党卫队的党卫队集团领袖。他是阿道夫·希特勒的其中一名随行人员以及希特勒之妻伊娃·布朗的妹夫。
1926年，费格莱因加入第17骑兵团（Reiter-Regiment 17）并于1933年4月10日转入党卫队，他成为里面其中一个马术组的组长，并负责1936年夏季奥林匹克运动会马术竞赛的培训以及相关设备的准备工作。他曾尝试为国家出战马术竞赛，但在资格赛中被淘汰。
1939年9月在成功入侵波兰后，费格莱因率领党卫队骷髅骑马团（SS Totenkopf Reiterstandarte）进驻华沙直至12月。1940年5月及6月，他以党卫队特务部队（SS-Verfügungstruppe，则后来的武装党卫队）的身份参与比利时及法国战役，并因此于1940年12月15日获颁二级铁十字勋章。他领导的部队在东线战役白俄罗斯的普里皮亚季行军中导致超过17,000名平民死亡。在1943年作为党卫队第8骑兵师弗洛里安·赫耶尔的司令，他因参与对游击队以致苏联红军的作战并立下战功，他获颁青铜白兵战章（Nahkampfspange）。
由于费格莱因于1943年身受重伤，他被海因里希·希姆莱带到希特勒的总部并转职为他的联络人员及党卫队代表。1944年7月20日，行刺希特勒的密谋案他在场并被炸伤。到欧洲战场末期，费格莱因在希特勒的地下碉堡里工作，但在希特勒自杀两天前因涉嫌逃走而遭到枪毙。历史学家威廉·劳伦斯·夏伊勒和伊恩·克肖形容费格莱因是相信利益至上及声名狼藉的人，而阿尔伯特·斯佩尔则说是「其中一个在希特勒圈子里最令人作呕的人」。费格拉因是总会讨好希姆莱的机会主义者，而后者则授予他最好的物质分配及优惠。

## 流行文化
在电影帝国的毁灭中，希特勒得知费格莱因打算逃跑后大怒并捶桌子，並且大叫费格莱因四次（费格莱因諧音則為「飛過來」），加上费格莱因在其他一些场景的争议言行也常常引发剧情中其它人的激烈反应，由此衍生了一系列的模因创作和恶搞，如费格莱因经常耍各种恶作剧、戏法捉弄希特勒，而希特勒想尽各种五花八门的手段想要杀死他（如枪毙、镭射，甚至发射进太空等），但费格莱因拥有无敌之身，每次最后都安然无恙，让希特勒十分抓狂但又一点办法都没有。相关的恶搞在尤其是英语语言为主的恶搞视频中非常流行。

## 外部連結
| 军职                               | 军职                                           | 军职                               |
| ---------------------------------- | ---------------------------------------------- | ---------------------------------- |
| 前任： 无                          | 党卫队骑兵旅指挥官 1941年8月5日 —1942年3月2日  | 繼任： 威廉·毕特里希旅队领袖       |
| 前任： 古斯塔夫·隆巴德旗队领袖     | 党卫队第8师指挥官 1942年4月 –1942年8月         | 繼任： 威廉·毕特利希旗队领袖       |
| 前任： 古斯塔夫·隆巴德旗队领袖     | 党卫队第8师指挥官 1943年4月20日 –1943年9月30日 | 繼任： 布鲁诺·斯特雷肯巴赫旗队领袖 |
| 前任： 布鲁诺·斯特雷肯巴赫旗队领袖 | 党卫队第8师指挥官 1943年10月22日 –1944年1月1日 | 繼任： 布鲁诺·斯特雷肯巴赫旗队领袖 |